# 龍落水

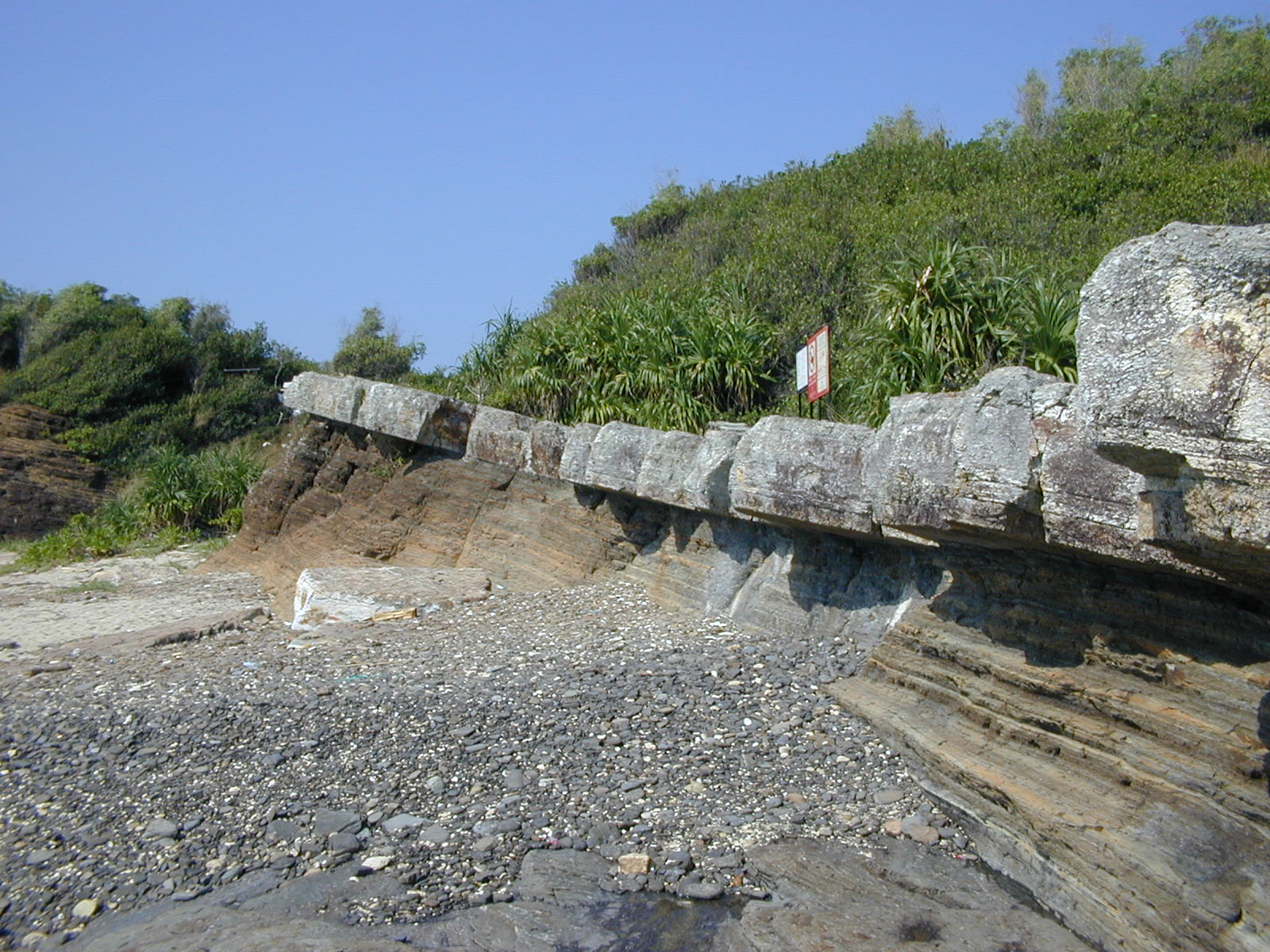
龍落水

龍落水是香港新界東平洲一個地方，也是香港地質公園的其中一個景點，為一條長百多米、厚約0.6米的多層沉積岩，由於岩層從山上逐漸傾斜進海，遠觀就像一條龍準備下水，故得「龍落水」之名。

## 文化
龍落水的景色被用於2014年香港通用郵票面值3.1港元郵票的圖案。